# Igor Kurtjatov
Igor Vasiljevitj Kurtjatov (ryska И́горь Васи́льевич Курча́тов), född 8 januari 1903, död 7 februari 1960 i Moskva, var en sovjetisk fysiker.

## Verksamhet
Igor Kurtjatov var verksam inom kärnfysik, plasmafysik och termonuklära reaktioner.
Kurtjatov var ledare för det sovjetiska atombombsprojektet. Han konstruerade år 1949 på grundval av ritningar som Sovjetunionen hade erhållit genom spioneri dess första atombomb. 

## Eftermäle
Kurtjatovium var ett av Sovjetunionen föreslaget namn för det syntetiskt framställda radioaktiva grundämnet rutherfordium.
Nedslagskratern Kurchatov på månen och asteroiden 2352 Kurchatov är uppkallade efter honom.